# Anne Eekhout
Pour les articles homonymes, voir Eekhout.
Anne Eekhout, née à Hilversum en 1981, est une écrivaine néerlandaise.

## Biographie
Pendant ses études de droit à Amsterdam, elle décide d'écrire. Elle fréquente l'École des écrivains pendant un an. Elle publie des articles dans Tirade. Elle devient libraire.
En 2014, elle publie son premier roman Dogma qui est primé. Un groupe d'étudiants envisage de réaliser un documentaire controversé dans lequel l'un d'entre eux se suicide.
En 2023, son quatrième ouvrage est traduit en français. Il s'agit du roman féministe et gothique Mary. Il s'agit de Mary Shelley. Pour ce récit, Anne Eekhout s’inspire de ses carnets. Elle imagine Mary Shelley aventureuse et hantée par des visions étranges. Elle évoque deux moment de la vie de Mary Shelley : 1812 à Dundee et 1816 à Genève.

## Publications
- Dogma, 2014
- Op een nacht, 2016
- Nicolas en de verdwijning van de wereld, 2019
- Mary (trad. Isabelle Rosselin), Paris, Gallimard, 2023 (1re éd. 2021) (ISBN 9782072982071)

## Prix et distinctions
- Bronze Owl du meilleur premier roman en néerlandais, pour Dogma, 2014[5]
- Prix de littérature jeunesse 2020, pour Nicolas et la disparition du monde[6]